# Cydia nigricana
La polilla del guisante (Cydia nigricana) es una polilla de la familia Tortricidae. Es considerada una de las plagas oligófagas del guisante.

## Morfología y biología
La envergadura de las alas es de aproximadamente 13-17 mm. Alas anteriores de color marrón oscuro o marrón-gris con brillo metálico. Con algunas franjas claras (7-12 mm) cerca de la frontera con el alerón delantero, disminuyendo en la frontera exterior de su base. Se le encuentran algunas manchas oscuras y manchas blancas cerca de la frontera de la ala posterior. Las alas posteriores son de color amarillo-blanco. 
El huevo es de forma ovalada (0,75 a 0,8 mm), el cual se aplana en un lado. Al principio tiene un color blanco y luego se convierte en amarillo. Al final, el color se vuelve oscuro. 
La larva alcanza los 14 mm de largo. Al principio es de color blanco, a continuación, de color amarillo con la cabeza oscura y escutelo anal. Cuenta con ocho líneas de verrugas oscuras con pelos. La larva también tiene 8 pares de patas (3 pares en el tórax). La longitud del cuerpo de pupas de color amarillo-marrón varía de 5 a 7 mm. El exceso de tiempo de hibernación se lleva a cabo durante la 5° fase de larva, dentro de un denso capullo en suelos de terrenos de guisantes y lentejas. 
Un número insignificante de orugas pasan el invierno en lugares donde se seca y se trilla el grano. Los insectos se convierten en crisálidas, en sus capullos, bajo tierra durante el mes de mayo. El período de pupas dura 10-18 días. 
Los primeros adultos aparecen durante el período de floración de la arveja silvestre y del guisante. Cuando aparecen los primeros brotes, las polillas se encuentran en los guisantes. 
Después del acoplamiento, que tiene lugar al cabo de 4-7 días después de emerger del capullo, comienzan a poner huevos. 
Las polillas vuelan por la noche y viven 10-14 días. 
La oviposición de masa ocurre a principios de julio. La oviposición tiene una duración de 25-30 días. Ponen sus huevos en grupos de uno, dos o tres (raramente cuatro) en las hojas superiores (lado inferior), pedúnculo, campana, tallos. Este desarrollo embrionario dura 6-10 días. La fecundidad alcanza los 200 huevos. Las orugas para incubarlos se penetran en las vainas y roen granos desde arriba. 
Por lo general, uno, rara vez dos o más (hasta cuatro) orugas están situados en las vainas. 
Todo el período larval (con una duración de 16-25 días) se produce dentro de una vaina. Las larvas tienen cinco estadios y cuatro mudas. A continuación, el insecto hace un agujero en la pared de la vaina foliar y sale, haciendo un capullo en el suelo. Esto tiene lugar cuando las vainas maduran y las plantas se secan (desde finales de julio y hasta los primeros diez días de septiembre).
Las orugas del quinto estadio que no terminaron su alimentación entran en diapausa.